# Vicente Mejía Colindres

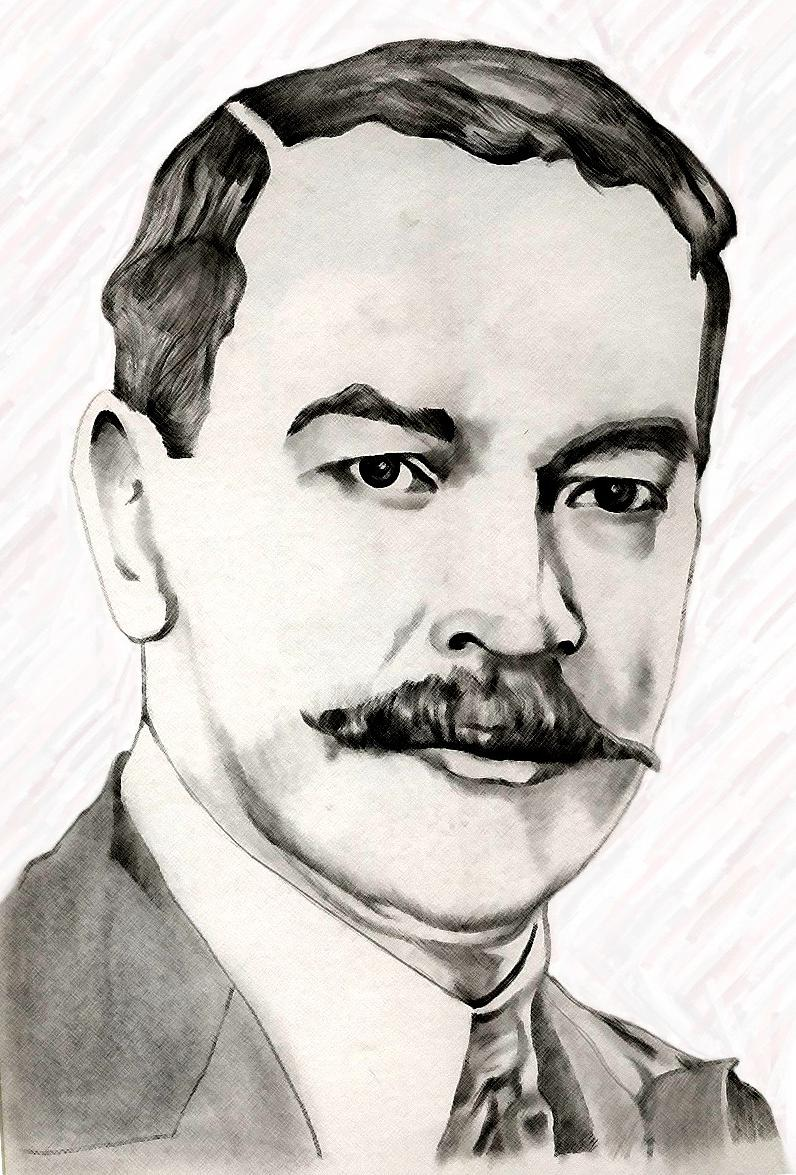
Vicente Mejía Colindres

Vicente Mejía Colindres (* 1878 in La Esperanza, Departamento Intibucá; † 24. August 1966 in Tegucigalpa) war vom 16. September bis 5. Oktober 1919 und vom 1. Februar 1929 bis 1. Februar 1933 Präsident von Honduras.

## Leben
Vicente Mejía Colindres war ein Arzt, Chirurg, Erzähler und Politiker, er war Mitglied der Partido Liberal de Honduras.
Am 5. Oktober 1913 lebte er im Municipio Minas de Oro, pachtet Land von der Gemeinde und setzte einen offenen Brief für das Cabildo Abierto an Woodrow Wilson auf.
Er heiratete Chinda de Mejía, welche in der Liga Antialcohólica de Mujeres aktiv war.
Mejía war Parlamentsabgeordneter, Gouverneur, Erziehungsminister und Innenminister (1909–1911).
1919 führte ein Aufstand gegen die Regierung von Francisco Bertrand zu dessen Rücktritt.
Bertrand gab sein Präsidentenamt ab 9. September 1919 an sein Kabinett ab und verließ Honduras über Amapala mit dem Dampfer USS San José Richtung USA.
Sein Regierungskabinett bestand aus:
- Regierungsminister: Salvador Aguirre
- Außenminister: Jesús Bendaña
- Finanzminister: Leopoldo Córdova
- Kriegsminister: Santiago Meza Cálix
- Innenjustizminister: Federico Smith Vanegas
- Minister für Entwicklung, Öffentliche Arbeiten, Landwirtschaft: Hector Valenzuela

Am 16. September 1919 reichten diese Minister ihren Rücktritt ein und es wurde ein neues Regierungskabinett gebildet:
- Regierungsminister: Vicente Mejía Colindres
- Außenminister: Jesús M. Alvarado
- Finanzminister Antonio Bermúdez
- Remigio Díaz Zelaya, Santiago Meza Cálix und Vicente Tosta Carrasco.
- US-Botschafter Thomas Sambola Jones.

Dieses Regierungskabinett rief Alberto Membreño, der sich in Guatemala aufhielt, zur Übernahme der Präsidentschaft auf, was dieser aus gesundheitlichen Gründen ablehnte.
Auch der erste Stellvertreter Nazario Soriano befand sich im Ausland.
Deshalb wurde der zweite Stellvertreter, Francisco Bográn am 5. Oktober 1919 Präsident.
Im Regierungskabinett von Francisco Bográn (1919–1921) war Vicente Mejía Colindres Außenminister.
Tiburcio Carías Andino, sein Gegenkandidat bei den Präsidentschaftswahlen im Oktober 1928 erhielt 47.498 Stimmen, Vicente Mejía Colindres erhielt 62.222 Stimmen.

## Präsidentschaft
Während seiner Präsidentschaft wurde die Legislative und die Judikative durch die Vertreter der Partido Nacional de Honduras von Tiburcio Carías Andino beherrscht, die systematisch seine Exekutive boykottierten, so dass eine Cohabitation nicht möglich war.
Das Parlament reformierte das Ley de Inmigración von 1906 durch ein neues Einwanderungsgesetz vom 2. April 1929. Am 19. März 1930 verlangte das Decreto 143/1930 im Artikel 11 von Migranten, welche zur arabischen, chinesischen, türkischen, syrischen, armenischen, palästinensischen oder schwarzen Rasse gehörten und von Personen, die als Colìes bezeichnet wurden, den Nachweis einer Barschaft von 5.000 Pesos, von denen 500 Pesos hinterlegt werden mussten.
Seine Präsidentschaft war durch die Auswirkungen der Great Depression geprägt, die das exportorientierte Honduras zum Opfer der Weltwirtschaftskrise werden ließ.

## Regierungskabinett
- Stellvertreter: Ingeniero Rafael Díaz Chávez
- Regierungsminister, Justizverwaltungsminister und Gesundheitsminister: Vicente Tosta Carrasco

## United Fruit Company
Im Parlament wurde über eine Reform des Canon de Aguas, der Wasserrechte diskutiert und darüber, ob die Bananenplantagen für die Entnahme von Wasser eine Abgabe zu zahlen hätten.
Im April 1931 ließen die Generäle Román Díaz Argueta und Gregorio Ferrera Kasernen an der Nordküste in Tela, Progreso und La Ceiba angreifen, als sie von regierungstreuen Truppen zurückgeschlagen wurden. Sie flüchteten mit Lokomotiven, Pkws und Lkws der United Fruit, welche in Honduras 164.000 Acre (ca. 66.368 Hektar) Bananenplantagen und 250 Meilen (ca. 402 km) Eisenbahnstrecke im Eigentum hat.
In Honduras baute der Marktführer United Fruit Company weiter an einer Eisenbahn und berief sich auf Konzessionen, die Manuel Bonilla 1912 an Sam Zemurray vergeben hatte. Miguel Paz Barahona hatte aufgrund von Vertragsbrüchen von Seiten der UFCO die Konzessionen widerrufen. Aber UFCO arbeitete weiter an dem Projekt, weshalb Vicente Mejía Colindres äußerte, die Ehre und Souveränität von Honduras sei verletzt und folgenlos mit Gewalt drohte.
Time prophezeite: Vicente Mejia Colindres wird sich in das unzüchtige Puerto Cortes zurückziehen, wo er als Arzt arbeiten und Rinder züchten würde, von drei Rassekühen mit drei Rassebullen, welche ihm die United Fruit nach den Wahlen im Oktober 1932 geschenkt hat.
Bis vor kurzem hatte General Carias noch Pech, seit 1892 ist er als Revolutionär bestens bekannt. 1932 hat General Carias weise in sein Regierungsprogramm eine Garantie eines angemessenen Schutzes für ausländische Investitionen aufgenommen. (United Fruit liefert 65 % des Wohlstandes von Honduras, beschäftigt 250.000 der 860.000 Einwohner)
Der Kandidat der Partido Liberal de Honduras war Dr. José Ángel Zúñiga Huete (1885–1953 Autor von Presidentes de Honduras).
Vicente Mejía Colindres lebte nach seiner zweiten Präsidentschaft im Exil in San José, Costa Rica. Er liegt auf dem Cementerio General in Tegucigalpa begraben.